# Горностаев, Фёдор Дмитриевич
Фёдор Дмитриевич Горностаев (1869 — ?) — русский военачальник, генерал-майор. Участник Китайского похода (1900—1901), Русско-японской войны, Первой мировой войны, Гражданской войны в России.

## Биография
Образование получил в Московском техническом училище.
В военную службу вступил 4 сентября 1890 года.
Окончил Московское пехотное юнкерское училище. Выпущен в 42-й пехотный Якутский полк. Подпоручик (ст. 04.08.1892). Поручик (ст. 04.08.1896).
Участник похода в Китай 1900—1901. Штабс-Капитан (ст. 04.08.1900).
Участник русско-японской войны 1904—1905 (ранен). Капитан (пр. 1904; ст. 26.06.1904; за боевые отличия). Командовал ротой (11 м. 14 д.); батальоном (6 л. 3 м. 5 д.). Подполковник (пр. 1906; ст. 27.09.1904; за боевые отличия). Полковник (ст. 06.12.1910).
На 01.03.1914 в 7-м сибирском стрелковом полку. Участник мировой войны. На 06.04.1915 командир 8-го Сибирского стрелкового полка. Награждён орденом Св. Георгия 4-й ст. (ВП 06.04.1915). Генерал-майор (ст. 24.12.1914). Командир бригады 123-й пехотной дивизии (с 25.02.1916). На 10.07.1916 в том же чине и должности.
Участник Белого движения на юге России. С 22.04.1919 в резерве чинов при штабе Главнокомандующего ВСЮР.

## Награды
- Орден Святой Анны 3-й степени с мечами и бантом (1901 год)
- Орден Святого Станислава 3-й степени с мечами и бантом (1901 год)
- Орден Святого Владимира 4-й степени с мечами и бантом (1903 год)
- Орден Святого Станислава 2-й степени с мечами (1904 год)
- Орден Святой Анны 4-й степени (1904 год)
- Орден Святой Анны 2-й степени с мечами (1905 год)
- Орден Святого Георгия 4-й степени (6 апреля 1915 года)
- Золотое оружие (13 апреля 1907 года)